# Players Tour Championship 2010/2011
Players Tour Championship 2010/2011 – pierwsza edycja cyklu 12 rankingowych turniejów, rozgrywanych od 24 czerwca 2010 roku do 20 marca 2011 roku. 
6 z nich rozegranych zostało w World Snooker Academy w Sheffield jako Players Tour Championship, pozostałe 6 zaś rozegrano na terenie Europy pod nazwą Euro Players Tour Championship.
W turnieju finałowym, który rozegrany zostanie w dniach 17–20 marca 2011 roku w Dublinie, przewidziano miejsce dla 24 zawodników, którzy we wszystkich turniejach cyklu zarobili najwięcej pieniędzy i zagrali w przynajmniej 6 turniejach cyklu (3 razy w PTC oraz 3 razy w EPTC).

## Terminarz rozgrywek
| Data rozgrywek | Data rozgrywek | Nazwa turnieju                               | Miejsce rozgrywek          | Miasto              | Zwycięzca       | II miejsce        | Wynik finału |
| -------------- | -------------- | -------------------------------------------- | -------------------------- | ------------------- | --------------- | ----------------- | ------------ |
| 06-24          | 06-27          | Players Tour Championship – Turniej 1        | World Snooker Academy      | Sheffield           | Mark Williams   | Stephen Maguire   | 4–0          |
| 07-08          | 07-11          | Players Tour Championship – Turniej 2        | World Snooker Academy      | Sheffield           | Mark Selby      | Barry Pinches     | 4–3          |
| 08-06          | 08-08          | Players Tour Championship – Turniej 3        | World Snooker Academy      | Sheffield           | Tom Ford        | Jack Lisowski     | 4–0          |
| 08-14          | 08-16          | Players Tour Championship – Turniej 4        | World Snooker Academy      | Sheffield           | Barry Pinches   | Ronnie O’Sullivan | 4–3          |
| 08-26          | 08-29          | Euro Players Tour Championship – Turniej 1   | Stadthalle                 | Fürth               | Judd Trump      | Anthony Hamilton  | 4–3          |
| 10-01          | 10-03          | Euro Players Tour Championship – Turniej 2   | Boudewijn Seapark          | Brugia              | Shaun Murphy    | Matthew Couch     | 4–2          |
| 10-08          | 10-10          | Players Tour Championship – Turniej 5        | World Snooker Academy      | Sheffield           | Ding Junhui     | Jamie Jones       | 4–1          |
| 10-15          | 10-17          | Players Tour Championship – Turniej 6        | World Snooker Academy      | Sheffield           | Dominic Dale    | Martin Gould      | 4–3          |
| 10-21          | 10-24          | Euro Players Tour Championship – Turniej 3   | Walter Kobel Sporthalle    | Rüsselsheim am Main | Marcus Campbell | Liang Wenbo       | 4–0          |
| 10-28          | 10-31          | Euro Players Tour Championship – Turniej 4   | South West Snooker Academy | Gloucester          | Stephen Lee     | Stephen Maguire   | 4–2          |
| 11-12          | 11-14          | Euro Players Tour Championship – Turniej 5   | Sparkassen Arena           | Hamm                | John Higgins    | Shaun Murphy      | 4–2          |
| 11-19          | 11-21          | Euro Players Tour Championship – Turniej 6   | Aréna Sparta Podvinný Mlýn | Praga               | Michael Holt    | John Higgins      | 4–3          |
| 03-17          | 03-20          | Players Tour Championship – Turniej finałowy | Helix Theatre              | Dublin              | Shaun Murphy    | Martin Gould      | 4–0          |

## Ranking PTC
Po 12 z 12 turniejów:
| Ranking | Zawodnik         | Zarobki | Rozegrane turnieje | Rozegrane turnieje | Rozegrane turnieje |
| Ranking | Zawodnik         | Zarobki | PTC                | EPTC               | Suma               |
| ------- | ---------------- | ------- | ------------------ | ------------------ | ------------------ |
| 1.      | Shaun Murphy     | 23 200  | 6                  | 6                  | 12                 |
| 2.      | Mark Selby       | 21 300  | 6                  | 6                  | 12                 |
| 3.      | Barry Pinches    | 19 100  | 6                  | 6                  | 12                 |
| 4.      | Marcus Campbell  | 17 700  | 6                  | 6                  | 12                 |
| 5.      | Judd Trump       | 17 600  | 6                  | 6                  | 12                 |
| 6.      | Mark Williams    | 17 100  | 5                  | 4                  | 9                  |
| 7.      | Dominic Dale     | 16 800  | 6                  | 6                  | 12                 |
| 8.      | Stephen Lee      | 16 200  | 6                  | 6                  | 12                 |
| 9.      | Tom Ford         | 15 000  | 6                  | 6                  | 12                 |
| 10.     | John Higgins     | 15 000  | 0                  | 2                  | 2                  |
| 11.     | Stephen Maguire  | 14 400  | 6                  | 4                  | 10                 |
| 12.     | Ding Junhui      | 11 800  | 2                  | 3                  | 5                  |
| 13.     | Michael Holt     | 10 900  | 6                  | 6                  | 12                 |
| 14.     | Liang Wenbo      | 10 700  | 4                  | 4                  | 8                  |
| 15.     | Martin Gould     | 10 600  | 6                  | 6                  | 12                 |
| 16.     | Marco Fu         | 10 100  | 5                  | 4                  | 9                  |
| 17.     | Ricky Walden     | 10 100  | 6                  | 6                  | 12                 |
| 18.     | Anthony Hamilton | 9 900   | 6                  | 5                  | 11                 |
| 19.     | Stuart Bingham   | 9 800   | 6                  | 6                  | 12                 |
| 20.     | Jack Lisowski    | 9 600   | 6                  | 6                  | 12                 |
| 21.     | Jamie Jones      | 9 400   | 6                  | 6                  | 12                 |
| 22.     | Andrew Higginson | 8 700   | 6                  | 6                  | 12                 |
| 23.     | Mark Davis       | 8 300   | 6                  | 6                  | 12                 |
| 24.     | Matthew Stevens  | 8 300   | 6                  | 6                  | 12                 |
| 25.     | Gerard Greene    | 7 700   | 6                  | 6                  | 12                 |
| 26.     | Joe Jogia        | 7 500   | 6                  | 5                  | 11                 |

(26 zawodników z 407)

## Finały
Turniej finałowy rozegrany został w dniach 17 – 20 marca 2011 roku. 